# Hoplunnis sicarius
Hoplunnis sicarius är en fiskart som först beskrevs av Garman, 1899.  Hoplunnis sicarius ingår i släktet Hoplunnis och familjen Nettastomatidae. Inga underarter finns listade i Catalogue of Life.